# Schmölln
Schmölln è una città tedesca di 13 620 abitanti nel Land della Turingia.
Svolge il ruolo di "comune sussidiario" (Erfüllende Gemeinde) nei confronti del comune di Dobitschen.

## Storia
Il 1º gennaio 2019 vennero aggregati alla città di Schmölln i comuni di Altkirchen, Drogen, Lumpzig, Nöbdenitz e Wildenbörten. Sempre in tale data la città assunse il ruolo di "comune sussidiario" (Erfüllende Gemeinde) nei confronti del comune di Dobitschen.